# 闸口镇 (合浦县)
闸口镇，是中华人民共和国广西壮族自治区北海市合浦县下辖的一个乡镇级行政单位。

## 行政区划
闸口镇下辖以下地区：
闸口社区、福禄村、茅山村、大路山村、银坑村、庆丰村、山贝村、闸口村、红光村、新平村、群珠村、新寮村、仙人桥村、豪沃村、平坡村、佛子村、珠岭村和独竹村。